# 토르시 케밥
토르시 케밥(페르시아어: کباب ترش 카바베 토르시)은 로베 아나르(석류 시럽)와 호두가 들어간 이란의 케밥이다.

## 이름
페르시아어 "카바베 토르시(کباب ترش)"는 "케밥"을 뜻하는 "카바브(کباب)"에 에자페 "-에(-e)"를 붙인 말인 "카바베(کباب)"와 "신맛의"라는 뜻인 "토르시(ترش)"가 합쳐진 말로, "신 케밥"이라는 뜻이다. 신맛이 나는 로베 아나르를 넣어 만들기 때문에 이런 이름이 붙었다.

## 만들기
토막낸 쇠고기나 닭고기 등을 로베 아나르(석류 시럽), 가루낸 호두, 사프란 물, 다진 마늘, 소금, 후춧가루, 올리브유, 다진 파슬리 등으로 재어 두었다가 그릴에 굽는다.

## 같이 보기
- 이란 요리